# 青森市立小柳小学校
青森市立小柳小学校（あおもりしりつ こやなぎしょうがっこう）は青森県青森市の公立小学校。2003年（平成15年）4月23日「子どもの読書活動推進フォーラム」で読書活動優秀実践校として表彰された学校でもある。これを皮切りに翌年は青森市立堤小学校、その翌年は青森市立造道小学校と、3年連続で市内の小学校が表彰を受けた。
2019年に校舎が新しく建築され、木をふんだんに使った校舎となった。

## 沿革
- 1973年（昭和48年）
  - 4月1日 - 造道小学校の児童（2学年～6学年）を移籍し、新1年生と転入生合わせて383名・職員19名・12学級編制で発足。
  - 5月10日 - 校舎竣工。
  - 6月8日 - 校章制定。
  - 6月9日 - 校庭整地完了。
  - 12月20日 - 体育館竣工。
- 1974年（昭和49年）3月3日  - 創立記念式典挙行。校旗樹立、校歌制定。
- 1975年（昭和50年）12月3日 - 普通教室8・特別教室3、増築。
- 1978年（昭和53年）12月25日  - 増築校舎8教室竣工。
- 1979年（昭和54年）3月3日 - 校舎落成記念式典挙行。
- 1980年（昭和55年） - 水泳プール竣工。
- 1981年（昭和56年）
  - 2月5日 - プレハブ2教室増築。
  - 11月17日 - 3階建普通教室4教室、増築竣工。
- 1982年（昭和57年）
  - 8月11日 - 同窓会結成。
  - 11月21日 - 創立10周年記念式典挙行。
- 2019年（平成31年・令和元年）
  - 3月 - 新校舎竣工[1]。
  - 11月22日 - 新校舎落成記念事業記念式典挙行[2]。
- 2022年（令和4年）11月11日 - 創立50周年記念式典挙行[3]。

## 児童数
2023年（令和5年）4月3日現在
| 学年 | 1年 | 2年 | 3年 | 4年 | 5年 | 6年 | 特別支援 | 合計 |
| ---- | --- | --- | --- | --- | --- | --- | -------- | ---- |
| 学級 | 3   | 3   | 3   | 3   | 3   | 3   | 7        | 25   |
| 児童 | 86  | 93  | 91  | 71  | 79  | 79  | 26       | 531  |

## 主な部活動
- サッカー部
- ミニバスケット部
- 野球部
- 合唱部

## 学区
小柳（1丁目～6丁目・字朽葉）、中佃3丁目の一部、岡造道（1丁目の一部・2丁目の一部・3丁目の一部）、自由ケ丘（1丁目・2丁目）、はまなす（1丁目の一部・2丁目の一部）、けやき（1丁目の一部・2丁目の一部）

## 参考資料
- 『新青森市史 別編教育（別巻） 年表・学校沿革』（青森市・2000年3月発行）「学校沿革 （一）小学校」208頁～209頁「小柳小学校 変遷」